# چبینیا
چبینیا (به لاتین: Trzebinia) یک شهر در لهستان است که در Gmina Trzebinia واقع شده‌است.

## خصوصیات
چبینیا ۳۱٫۳ کیلومترمربع مساحت و ۱۸٬۷۶۹ نفر جمعیت دارد.